# Cebrennus intermedius
Cebrennus intermedius là một loài nhện trong họ Sparassidae.
Loài này thuộc chi Cebrennus. Cebrennus intermedius được Peter Jäger miêu tả năm 2000.